# دزموند موریس
دزموند جان موریس (به انگلیسی: Desmond Morris) متولد ۲۴ ژانویه ۱۹۲۸ در پورتون شمال ویلتشایر، یک جانورشناس، رفتارشناس و همچنین انسان‌شناس محبوب بریتانیایی است.
او همچنین به عنوان یک نقاش سوررئالیست، مجری تلویزیونی و نویسنده‌ای محبوب شناخته می‌شود.